# العلاقات الباهاماسية الغينية
العلاقات الباهاماسية الغينية هي العلاقات الثنائية التي تجمع بين باهاماس وغينيا.

## مقارنة بين البلدين
هذه مقارنة عامة ومرجعية للدولتين:
| وجه المقارنة                                              | باهاماس      | غينيا       |
| --------------------------------------------------------- | ------------ | ----------- |
| المساحة (كم2)                                             | 13.88 ألف    | 245.86 ألف  |
| عدد السكان (نسمة)                                         | 395.36 ألف   | 12.72 مليون |
| الكثافة السكانية (ن./كم²)                                 | 28.48        | 51.74       |
| العاصمة                                                   | ناساو        | كوناكري     |
| اللغة الرسمية                                             | لغة إنجليزية | لغة فرنسية  |
| العملة                                                    | دولار بهامي  | فرنك غيني   |
| الناتج المحلي الإجمالي (بليون دولار)                      | 12.16 مليار  | 10.50 مليار |
| الناتج المحلي الإجمالي (تعادل القوة الشرائية) بليون دولار | 8.92 مليار   | 15.24 مليار |
| الناتج المحلي الإجمالي الاسمي للفرد دولار أمريكي          | 22.82 ألف    | 531         |
| الناتج المحلي الإجمالي للفرد دولار أمريكي                 |              | 1.22 ألف    |
| مؤشر التنمية البشرية                                      | 0.790        | 0.411       |
| رمز المكالمات الدولي                                      | +1242        | +224        |
| رمز الإنترنت                                              | .bs          | .gn         |
| المنطقة الزمنية                                           | 00           | 00          |

## منظمات دولية مشتركة
يشترك البلدان في عضوية مجموعة من المنظمات الدولية، منها:
| علم المنظمة | اسم المنظمة                                 | تاريخ انضمام باهاماس | تاريخ انضمام غينيا |
| ----------- | ------------------------------------------- | -------------------- | ------------------ |
|             | مؤسسة التنمية الدولية                       | 23 يونيو 2008        | 26 سبتمبر 1969     |
|             | يونسكو                                      | 23 أبريل 1981        | 2 فبراير 1960      |
|             | وكالة ضمان الاستثمار متعدد الأطراف          | 4 أكتوبر 1994        | 5 أكتوبر 1995      |
|             | الأمم المتحدة                               | 18 سبتمبر 1973       | 12 ديسمبر 1958     |
|             | مجموعة دول أفريقيا والكاريبي والمحيط الهادئ | ?                    | ?                  |
|             | الفريق المعني برصد الأرض                    | ?                    | ?                  |
|             | الاتحاد البريدي العالمي                     | ?                    | ?                  |
|             | البنك الدولي للإنشاء والتعمير               | 21 أغسطس 1973        | 28 سبتمبر 1963     |
|             | منظمة حظر الأسلحة الكيميائية                | ?                    | ?                  |
|             | مؤسسة التمويل الدولية                       | 8 ديسمبر 1986        | 22 أكتوبر 1982     |
|             | المركز الدولي لتسوية المنازعات الاستشارية   | 18 نوفمبر 1995       | 4 ديسمبر 1968      |
|             | منظمة الشرطة الجنائية الدولية               | ?                    | ?                  |